# Disney Jr.
Disney Jr. ist ein Pay-TV-Sender der Walt Disney Company. In den USA nahm der Sender den Betrieb im Februar 2011 auf, in Deutschland ersetzte er am 14. Juli 2011 den Sender Playhouse Disney.
Gestartet wurde mit der Premiere der neuen Staffel der Bastelshow Art Attack, Lalaloopsy und der neuen Disney-Junior-Serie Jake und die Nimmerland-Piraten. Von 6:00 Uhr bis 13:30 Uhr lief der Sender noch unter dem Namen Playhouse Disney auf demselben Sendeplatz.
Disney Junior HD startete am 5. September 2013 und war bei Vodafone TV Vielfalt HD über Kabel empfangbar sowie bei Telekom Entertain und bei Sky im Welt Paket über Satellit. Seit dem 1. April 2020 wird der Sender nicht mehr über Sky ausgestrahlt. Am 30. September 2021 wurde Disney Junior im deutschsprachigen Raum eingestellt.

## Schwestersender
- Disney Channel
- Disney XD